# Ишалькино
Ишалькино (тат. Ишәле) — село в Чистопольском районе Татарстана. Входит в состав Чувашско-Елтанского сельского поселения.

## География
Находится в центральной части Татарстана на расстоянии приблизительно 31 км по прямой на юг от районного центра города Чистополь. Близ автомобильной дороги Чистополь — Нурлат.

## История
Основано в XVIII веке. На картах 1745 года еще не числилось. В 1772 в деревне Ишалькино было 6 дворов с 32 жителями-чувашами. На картах 1792 года уже обозначалась как Нов. Ишалкина. В 1796 году подселились кряшены. Аналогичное название на карте 1800 г. Нов. Ишалкина В 1816 году здесь (Новопоселенное Ишальково) проживало 99 крещеных татар и 79 крещеных чувашей. До 1860-х гг. жители относились к категории государственных крестьян. Занимались земледелием, разведением скота. На карте 1875 года поселение называлось Ишалькина. На карте 1963 года Село не было обозначено на карте. На картах с 1982 по 1994 год и по сей день используется современное наименование Ишалькино.

После отмены крепостного права Александром II во второй половине XIX века появились глубокие сдвиги во всех областях культуры. Для дореформенной России было характерно развитие различных форм обучения. Поэтому неслучайно в 1867 году в деревне Ишалькино была открыта Школа Братства Святителя Гурия. Это была первая в Чистопольском уезде школа в деревне с нерусским населением. Она была открыта по инициативе Николая Ивановича Ильминского. В том же году земство выделило школе пособие, снабдив ее учебниками, письменными принадлежностями. Дело в Ишалькинской школе было поставлено настолько хорошо, что уже с первых лет своего существования она стала выводить крестьянских мальчиков «в люди». Подтверждение есть и в тексте Миссионерско-педагогического дневника старокрещенаго татарина Василия Тимофеева 1868 г. 
… Тут же была одна посторонняя женщина вдова, которой сын учился немного у нашего воспитанника Якова Памфилова, в его школе, в деревне Ишалькиной, Чистопольскаго же уезда, разстоянием от Никиткиной верст за 40; сама мать туда его доставила…..

…..В это время был также сын той вдовы, мальчик, учившийся в Ишалькинской школе; я его заставлял читать; он читает порядочно, но еще не очень бойко, — он весьма недолго учился….. 
В начале XX века в Ишалькино функционировали земская школа. 2 мельницы, крупообдирка, 3 мелочные лавки. В этот период земельный надел сельской общины составлял 1473 дес.
До 1920 г. село входило в Ново-Адамскую волость Чистопольского уезда Казанской губернии. С 1920 г. в составе Чистопольского кантона ТАССР. С 10 августа 1930 г. в Чистопольском, с 10 февраля 1935 г. в Кзыл-Армейском, с 23 мая 1958 г. в Чистопольском районах.
В начале XXI века население занималось полеводством, молочным скотоводством. Функционировала средняя школа, дом культуры, библиотека.

## Население
Постоянных жителей было: в 1859 году — 393, в 1897—806, в 1908—1017, в 1920—1060, в 1926—725, в 1938—648, в 1949—569, в 1958—431, в 1970—583, в 1979—440, в 1989—323 (татары 49 %, чуваши 41 %), в 2002—356 (татары 56
 %,чуваши 43%
```
фактически 
кряшены
)
[
8
]
, 288 — в 2010, 287—2015, 278—2016, 267—2017
[
9
]
.
```

## Известные уроженцы
Тимрясов Сергей Николаевич (1851, д. Ишалькино(по другим данным д. Ерыклы-Сидулово Чистопольского уезда) Чистопольского уезда (ныне село Чистопольского р-на Респ. Татарстан) — 23.7.1910, с. Русская Чебоксарка Чистопольского уезда) — крестьянин, учитель, участник создания современного чувашского алфавита, явившегося основой новой чувашской письменности. Занимался переводами на чувашский язык с русского и татарского, сбором произведений чувашского фольклора. С. Н. Тимрясов в своих работах оставил ценные сведения о похоронно-поминальных обрядах чувашей-язычников дер. Ишалькино. Он представил не только подробное изложение обряда похорон, но и остановился на ритуале осенних поминок, одним из обязательных элементов которого была поездка родственников умершего в лес и приготовление для него намогильного столба «юпа» [С. 271—273].